# Villa Igiea
Villa Igiea è uno storico hotel di lusso di Palermo. Si affaccia sul mare, presso il porto dell'Acquasanta, nell'omonima borgata, ed è protetta alle spalle da Monte Pellegrino che la sovrasta.
Essendo sopraelevata rispetto alla naturale linea di costa, la vista sul mare è libera per parecchi chilometri. Si trova a poca distanza dalla neoclassica Villa Belmonte e da un altro edificio voluto dalla famiglia Florio, la Tonnara Florio, progettata in stile neogotico dall'architetto Carlo Giachery.
L'architettura esterna è piuttosto severa e imita quella di un castello con torrette e merli. Notevoli affinità stilistiche si riscontrano con Villa Sperlinga presso Santa Flavia, in provincia di Palermo. Particolare attenzione fu riservata al giardino esterno ed alle decorazioni degli ambienti interni, il cui stile segue la corrente dell'Art Nouveau o Stile Liberty, che aveva conquistato tutta la città anche grazie all' attività dell'architetto Ernesto Basile, che all'epoca ne fu uno dei maggiori esponenti.
L'albergo è annoverato tra i locali storici d'Italia.

## Storia

Villa Igiea: piscina e tempietto

L'edificio in stile neogotico, appartenuto all'ammiraglio inglese sir Cecil Domville, fu acquistato da Ignazio Florio jr. in qualità di principale azionista di una cordata di imprenditori che intendeva farne inizialmente un sanatorio di lusso per malati di tubercolosi. Gli venne dato il nome di Igiea, dalla ninfa greca Hygìeia, dea dell'igiene e protettrice della salute. Il sanatorio però non vide mai la luce, poiché una commissione di medici inglesi venuti appositamente da Londra per valutare il progetto sollevò più di un dubbio sulla profittabilità dell'impresa e sul ritorno dell'investimento. Pertanto Ignazio Florio si trovò a dover decidere repentinamente per un cambio di destinazione, incaricando l'architetto Ernesto Basile di adeguare il progetto, già in avanzato corso di realizzazione, alle necessità ed esigenze di un hotel di lusso. Ernesto Basile disegnò in stile floreale anche il mobilio dell'edificio, la cui realizzazione venne poi commissionata al famoso mobilificio di Vittorio Ducrot. Le decorazioni degli ambienti interni furono eseguite da diversi astisti, tra i quali Giovanni Enea ed Ettore De Maria Bergler che dipinse l'originaria sala da pranzo dell'hotel, più nota come Sala degli Specchi o Sala Basile.
La committenza della famiglia Florio ha fatto di Villa Igiea un tempio dell'eclettismo; dall'architettura alla pittura carica di richiami simbolici dietro ai quali si cela il dramma familiare: la morte della figlia Giovanna malata di tisi.
Villa Igiea venne inaugurata nel 1900. Sin dall'inizio fu un luogo molto amato sia dai proprietari Ignazio e Franca Florio, che dal bel mondo che assiduamente la frequentava. I Florio aleggiavano con la loro costante presenza fra i corridoi e le stanze dell'hotel, tant'è che è difficile separare Villa Igiea come albergo, come luogo pubblico, da Villa Igiea quale dimora privata, la “reggia borghese” di quella che fu come una famiglia reale per la Sicilia degli ultimi bagliori della Belle Époque. A Villa Igiea pubblico e privato si mescolavano e convissero fino alla scomparsa dei Florio successivamente alla perdita della proprietà della villa.
La Grande guerra segnò il declino della Belle Epoque palermitana: i grandi personaggi e le famiglie che la decretarono (Florio, Mazzarino, Trabia, Whitaker, Chiaramonte Bordonaro) uscirono lentamente, ma inesorabilmente di scena.
Negli anni trenta del Novecento Villa Igiea risulta gestita dalla Società Grandi Alberghi Siciliani che amministrava anche l'Hotel des Palmes e l'Excelsior a Palermo, l'hotel San Domenico di Taormina e, a partire dal 1937, il Castello Utveggio su monte Pellegrino. Durante gli anni della seconda guerra mondiale vi saranno ospitate alte personalità militari.
Divenuto di proprietà del Banco di Sicilia, venne acquisito negli anni novanta dal Gruppo Acqua Marcia, che lo ha gestito sia direttamente, sia in franchising, con i brand Hilton e Accor Hotels. Il 6 novembre 2018 è stato acquistato all'asta dalla Rocco Forte Hotels per 25 milioni di euro.
L'albergo, uno dei più lussuosi dell'isola, nel corso degli anni ha ospitato le maggiori personalità che hanno visitato la città: esponenti dell'alta aristocrazia europea e in seguito personalità politiche nazionali e internazionali, nonché star di Hollywood.

## Descrizione

### Salone degli specchi

Sala "Basile" o "Salone degli Specchi", con gli affreschi in stile Liberty di Ettore De Maria Bergler.

Il diorama del Salone degli Specchi, interpretato dalla maggior parte dei critici, quali Pirrone e Sessa, in chiave simbolica e salvifica, con riferimenti alla numerologia e al mondo pagano, preannuncia la fioritura della pittura liberty a Palermo.
Ettore De Maria Bergler, affiancato da Michele Di Giovanni e Luigi Cortegiani, imposta una narrazione floreale sulle quattro pareti del Salone degli Specchi.
Le ore del mattino, pomeriggio e sera non sono affrescate come scene isolate ma sono coordinate mediante l'inserimento delle figure simboliche dei pavoni, a coda chiusa e aperta, dei festoni floreali sostenuti da nove eteree fanciulle. Le chiome lunghissime ricadono morbide sulle spalle scoperte, come i seni sodi e rosei al di sopra delle leggere vesti bianche. Il mattino e la sera sono resi mediante ampie campiture di colore, mentre la cromia tenue del verde, rosa, azzurro si oppone al disegno accurato dei fiori iris, papaveri, rose, gigli resi con precisione.
Le figure chiuse dalla linea del disegno sono chine a raccogliere gigli e rose, simboli della purezza e della rinascita, rispettano l'impostazione tracciata seppur frettolosamente nei bozzetti di Floralia, pervenuti dalle ricerche d'archivio.
Il paesaggio stilizzato segue le sagome delle chiome arboree fungendo da quinta scenica, separando il cielo idealizzato dal prato fiorito, i cui colori brillanti sembrano emanare un dolce profumo. Sebbene non sia facilmente distinguibile il tocco di ogni singolo artista, l'albero di melograno ed il laghetto dei cigni, affrescati sulla parete sud, sembrano per la pittura più densa, appannaggio degli aiuti, al contrario delle fanciulle danzanti raffigurate sulla parete est (dettaglio del Profumo del Mattino) e assopite tra i fiori nella parete ovest (dettaglio del Profumo della Sera).
Queste figurazioni sinuose rese con maestria dal De Maria mostrano l'influenza del simbolismo europeo, nonché la conoscenza della produzione allegorica di Mucha. Mentre le giovinette di Mucha eleganti e bellissime, raffigurate su pannelli decorativi o cartelloni pubblicitari, restano isolate nella loro grandezza e distanza irraggiungibile, le protagoniste di Villa Igiea guidano l'osservatore al percorso salvifico, una vera e propria catarsi che vede nell'Arte cura e contemplazione del bello.
I livelli raggiunti da De Maria tra il 1899 e il 1900 preannunciano la linea sinuosa che guiderà l'evoluzione dello stile Liberty. La collaborazione con Basile e quindi con il mobilificio Ducrot ha sapientemente impostato nello spazio pittura ed arredamento: la pittura a tempera e ad affresco è perfettamente inserita sulle pareti che accolgono gli specchi in cornici di legno chiaro, ricalcando la linea flessuosa del liberty.
All'interno di quello che è oggi un lussuosissimo albergo, gli affreschi sono ben conservati. Floralia come comunemente sono denominate tali pitture con riferimento ai Ludi Florales, sono un invito alla vita che si rigenera e si celebra attraverso l'Arte.